# Товт, Андрей Владимирович
Андре́й Влади́мирович Товт (укр. Андрій Володимирович Товт; род. 12 марта 1985, Киев) — украинский вратарь.

## Биография
Начал карьеру в клубе «Оболонь», провёл 67 матчей в Высшей лиги и Первой лиги, сыграл 67 матчей, даже забил 2 гола. В 2008 году перешёл в «Ильичёвец», но у «Оболони» возникли финансовые претензии к мариупольцам. В феврале 2009 года конфликт был урегулирован, длился с марта 2008 года.